# Vuelo 213 de Bhoja Air
El vuelo 213 de Bhoja Air fue un vuelo de cabotaje regular de pasajeros operado por la aerolínea pakistaní Bhoja Air. El 20 de abril de 2012, el avión Boeing 737-236, que había partido desde el Aeropuerto Internacional Jinnah, Karachi, se estrelló durante su aproximación al Aeropuerto Internacional Benazir Bhutto en Islamabad. Los 121 pasajeros y seis tripulantes murieron en el accidente.

## Aeronave

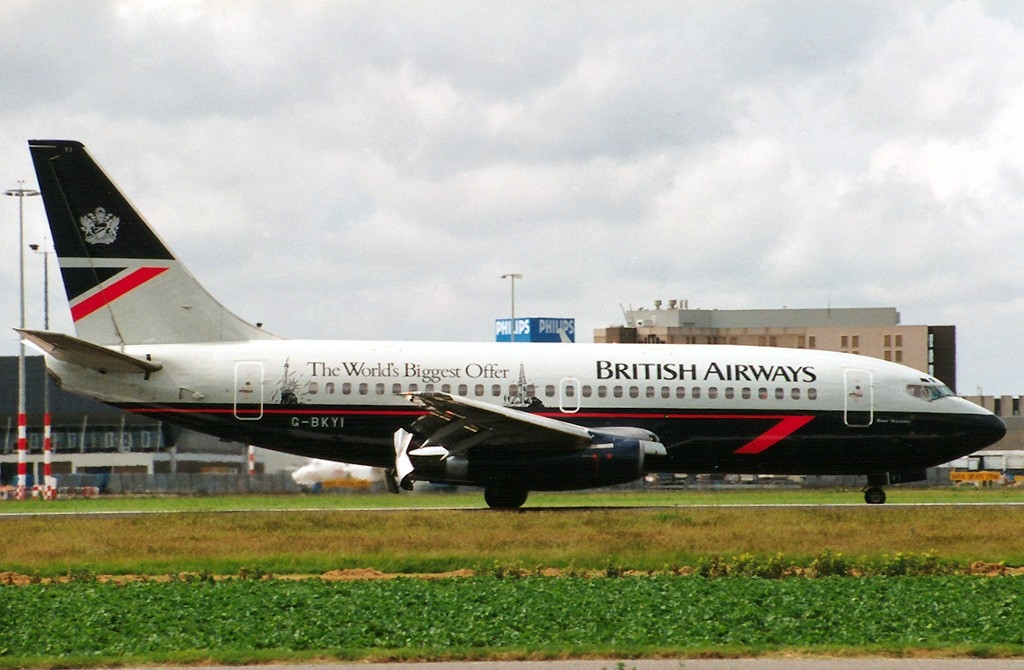
Boeing 737-236 involucrado en el accidente aéreo; aquí operada por la compañía British Airways en 1991.

La aeronave accidentada era un Boeing 737-236, con matrícula AP-BKC, y número de serie 23167. El avión voló por primera vez el 13 de diciembre de 1984 y prestó servicios en British Airways y Comair. La aeronave fue comprada a Shaheen Air, que también opera una flota de aviones similares.

## Accidente
El avión estaba operando un vuelo nacional programado iniciado en el Aeropuerto Internacional Jinnah con destino el Aeropuerto Internacional Benazir Bhutto en Islamabad. Este era el vuelo inaugural de la aerolínea en esta ruta. Llevaba a bordo 6 tripulantes y 121 pasajeros (entre ellos 11 niños). El vuelo partió desde Karachi a las 17:00 hora local (12:00 UTC) y debía aterrizar en Islamabad a las 18:50 (13:50 UTC). A las 18:40, el avión se estrelló a 10 kilómetros de su destino, en cercanías del pueblo de Hussain Abad. Testigos del accidente declararon que el avión pudo haber sido alcanzado por un rayo antes del mismo, al describirlo como una "bola de fuego". Las 127 personas a bordo murieron. El aterrizaje se intentó durante fuertes lluvias y una tormenta eléctrica que acontecía en ese momento en Islamabad.
El aeropuerto fue cerrado durante tres horas después del accidente. Los equipos de emergencia con base en el aeropuerto se trasladaron al lugar del hecho para ayudar en las operaciones de lucha contra el fuego. Los vuelos afectados por el cierre fueron desviados al Aeropuerto Internacional Allama Iqbal en Lahore. Dado que el vuelo se accidentó en una zona residencial, se especulaba con la posibilidad de hallar más víctimas en tierra.
Fue el segundo accidente aéreo con mayor número de víctimas en Pakistán, detrás del accidente del Vuelo 202 de Airblue en 2010 donde murieron las 152 personas a bordo, y es el cuarto accidente más mortífero en el que está involucrado un Boeing 737-200.

## Pasajeros y tripulación
Las víctimas eran mayoritariamente ciudadanos pakistaníes,la única víctima extranjera era una mujer estadounidense. A bordo había 110 adultos, 6 niños, 5 bebes y 6 miembros de la tripulación.
| Nacionalidad   | Muertos   | Muertos     | Total |
| Nacionalidad   | Pasajeros | Tripulación | Total |
| -------------- | --------- | ----------- | ----- |
| Pakistán       | 120       | 6           | 126   |
| Estados Unidos | 1         | 0           | 1     |
| Total          | 121       | 6           | 127   |

## Investigación
Las investigaciones sobre las causas del accidente son llevadas adelante por la Autoridad de Aviación Civil de Pakistán (CAAP) y por la Junta de Investigación de Seguridad de Pakistán. Boeing está ayudando a la CAAP en la investigación.
Aunque la investigación centra casi todas sus miras en las causas meteorológicas como el más probable de los motivos por el cual el avión terminó envuelto en llamas antes de estrellarse contra el suelo, ya que se cree que éste fue alcanzado por un rayo haciendo explotar sus depósitos de combustible cuando el mismo iniciaba la maniobra de aproximación para aterrizar y atravesar una tormenta.